# Less Than Jake
Less Than Jake – amerykański zespół muzyczny, specjalizujący się w gatunkach ska punk oraz pop punk. Kwintet ten tworzą:
- Chris Demakes – śpiew, gitara
- Roger Manganelli – śpiew, gitara basowa
- Vinnie Fiorello – perkusja, autor tekstów
- Buddy Schaub – puzon, okazjonalnie śpiew towarzyszący
- Peter Wasilewski – saksofon, okazjonalnie śpiew towarzyszący

W przeciwieństwie do licznej grupy zespołów muzycznych, które w trakcie swojej wieloletniej kariery zmieniały się brzmieniowo czy nawet gatunkowo (głównie na potrzeby rynku), Less Than Jake może się pochwalić stabilnością formy przekazu – od 15 lat tworzy piosenki melodyjne oraz dynamiczne. Unikalność grupy polega również na tym, że partie wokalne rozdzielone są w niej równo między dwóch członków: Chrisa oraz Rogera. Z związku z tym w repertuarze florydzkiego kwintetu można znaleźć utwory śpiewane w całości przez jednego bądź drugiego wokalistę, jak również piosenki, w których słychać ich obu.
Nazwa Less Than Jake dosłownie oznacza „mniej niż Jake”, wzięła się zaś od imienia papugi Vinniego Fiorello, która wabiła się Jake. Ptak ten zajmował najważniejszą pozycję w domu obecnego perkusisty zespołu, w związku z czym wszystko było mu podporządkowane, i było mniej ważne niż to zwierzę.

## Historia
Zespół powstał w 1992 roku na Uniwersytecie Florydzkim w Gainesville, a jego założycielami są Chris Demakes, Vinnie Fiorello oraz Shaun Grief, który był pierwszym basistą grupy. Shaun szybko jednak zdecydował się pełnić inną funkcję w zespole – został jego technikiem obsługi (tzw. roadie). Nowym gitarzystą basowym został więc Roger. Co więcej, do 1993 roku rolę dodatkowego basisty pełnił Chris Campisi, jednak odszedł on z powodu zaangażowania w inne projekty. W następnych miesiącach grupa postanowiła wzbogacić swoje brzmienie o instrumenty dęte, dlatego też przyjęci zostali nowi muzycy – Jessica Mills oraz Buddy. Jeszcze przed pierwszą trasą koncertową Buddy wyleciał na krótki okres do Europy, w związku z czym podczas występów zastąpił go saksofonista Derron Nuhfer.
Zespół zadebiutował na rynku muzycznym albumem Pezcore, wydanym w 1994 roku przez wytwórnię Dill Records. Tytuł płyty powstał przez połączenie nazwy popularnych w Stanach Zjednoczonych cukierków PEZ (których amatorami, a także kolekcjonerami są niektórzy członkowie LTJ) a także słowa 'hardcore'. W 1996 roku zespół przeszedł pod skrzydła wytwórni EMI (jednej z tzw. „wielkiej czwórki”), a konkretnie zaczął nagrywać w studiu Capitol Records.
Także w 1996 roku, Jessikę, która wybrała karierę nauczyciela, zastąpił Pete Anna. W późniejszym czasie do zespołu dołączył drugi mężczyzna o tym imieniu, Pete Wasilewski (zastąpił Nuhfera). By uniknąć nieporozumień, Wasilewski otrzymał pseudonim „JR” (junior).
Pete Anna opuścił zespół w 2001 roku, krótko po Warped Tour. W lutym 2002 Less Than Jake zaoferował fanom kompilację Goodbye Blue and White, która jest zbiorem najciekawszych utworów spośród tych, które znalazły się na limitowanych płytach winylowych w poprzednich latach (zespół wydał ich wyjątkowo dużo). Rok później, kiedy muzycy byli już związani z (Warner Music Group), na rynek trafiło kolejne wydawnictwo tego kwintetu – LP Anthem. Piosenki, które ostatecznie nie znalazły się na tej płycie, również trafiły do szerszej widowni – zawiera je kolejny w chronologii grupy album B Is for B-sides (2004).
Ostatnie lata przyniosły fanom zespołu możliwość bliższego poznania historii grupy. Służą temu The People's History of Less Than Jake (materiał DVD, nad którym prace trwały 11 lat), a także ich najnowsza płyta, In with the Out Crowd, której limitowana wersja zawiera galerię fotograficzną, relacje z koncertów i wiele więcej.
Vinnie Fiorello jest współzałożycielem wytwórni muzycznej Fueled by Ramen. Wydała ona powtórnie album Pezcore (w 2002 roku, upamiętniając rocznicę 10-lecia zespołu), kompilację Goodbye Blue and White a także DVD The People's History of Less Than Jake.

## Dyskografia
- Pezcore (1995)
- Losers, Kings, and Things We Don't Understand (1995)
- Losing Streak (1996)
- Greased (1996)
- Hello Rockview (1998)
- Borders & Boundaries (2000)
- Anthem (2003)
- B Is for B-sides (2004)
- In with the Out Crowd (2006)
- GNV FLA (2008)

### Single
| Rok  | Nazwa                                                                   | Ranking UK |
| ---- | ----------------------------------------------------------------------- | ---------- |
| 2000 | „All My Best Friends Are Metalheads”                                    | 51         |
| 2001 | „Gainesville Rock City”                                                 | 57         |
| 2003 | „She's Gonna Break Soon”                                                | 39         |
| 2003 | „The Science of Selling Yourself Short”                                 | 78         |
| 2006 | „Overrated (Everything Is) / Still Life Franchise” (double A-side)      | 61         |
| 2006 | „The Rest of My Life / Don't Fall Asleep on the Subway (double A-Side)” | 77         |
| 2006 | „P. S. Shock the World”                                                 | 96         |